# Bogomil Karlavaris
Bogomil Karlavaris (* 18. November 1924 in Perlez, Königreich der Serben, Kroaten und Slowenen; † 8. Juli 2010 in Novi Sad, Serbien) war ein jugoslawischer Maler, Hochschullehrer und Pädagoge.

## Biografie
Nach dem Schulbesuch in Vršac studierte er zunächst Pädagogik an der Pädagogischen Hochschule in Novi Sad und anschließend Malerei an der Akademie der bildenden Künste in Belgrad, die er 1953 beendete. 1969 erfolgte seine Promotion zum Dr. phil. in Pädagogik an der Ernst-Moritz-Arndt-Universität Greifswald.
Zunächst war er Professor an der Akademie der bildenden Künste in Novi Sad, ehe er 1981 zum Professor an der Pädagogischen Fakultät der Universität Rijeka berufen wurde. Zugleich wurde er Mitglied des HDLU (Hrvatsko društvo likovnih umjetnika, Kroatische Gesellschaft bildender Künstler). Während dieser Zeit war er auch Autor zahlreicher Fachbücher zu den Themen Kunsterziehung und Methodik.
Des Weiteren widmete sich Karlavaris der Malerei. Seine Werke wurden in zahlreichen Einzelausstellungen in Novi Sad, Belgrad, Zagreb, Skopje, Podgorica, Rijeka, Stuttgart, Warschau, Moskau, München, Rosenheim, Graz, Kastav, Poreč, Pula sowie Rovinj ausgestellt, aber auch in Sammelausstellungen.
Karlavaris, der mehrfach ausgezeichnet wurde, erhielt 1993 den Edwin-Ziegfeld-Award, einen Kunstpreis der United States Society for Education through Art.
1998 wurde im HDLU Rijeka in Zusammenarbeit mit dem Museum der Stadt eine Retrospektive seiner Arbeiten ausgestellt. Seit 2006 war er korrespondierendes Mitglied der Vojvodinischen Akademie der Wissenschaften und Künste (VANU).
2003 kandidierte er bei der Wahl zum kroatischen Parlament für die von Stipe Šuvar gegründete Socijalistička Radnička Partija; die Partei schaffte aber den Einzug ins Parlament nicht.